# John Archer (General)
Sir Arthur John Archer, KCB, OBE (* 12. Februar 1924; † 12. März 1999) war ein britischer Offizier und zuletzt General der British Army, der unter anderem von 1978 bis 1980 Oberkommandierender der Landstreitkräfte (Commander-in-Chief, United Kingdom Land Forces) war.

## Leben
Arthur John Archer, Sohn von Alfred Archer und Mildred Archer, begann nach dem Besuch von The King's (The Cathedral) School ein Studium am St Catharine’s College der University of Cambridge. Zum Ende des Zweiten Weltkrieges wurde er 1944 als Second Lieutenant in das Royal Norfolk Regiment übernommen und 1946 zum Devonshire and Dorset Regiment versetzt, mit dem er am sogenannten Malayan Emergency teilnahm, einem Guerillakrieg zwischen dem Commonwealth of Nations und der Malayan National Liberation Army (MNLA). Für seine militärischen Verdienste wurde er 1959 zunächst Mitglied (MBE) sowie fünf Jahre später 1964 Officer des Order of the British Empire (OBE). Als Lieutenant-Colonel war er von April 1965 bis September 1967 Kommandeur des 1. Bataillons des Devonshire and Dorset Regiment.
Im August 1970 wechselte Archer als Brigadier ins Verteidigungsministerium des Vereinigten Königreichs und war dort bis Februar 1972 Direktor für Öffentlichkeitsarbeit des Heeres (Director of Army Public Relations). Nach seiner Beförderung zum Major-General löste er im März 1972 Generalmajor Rollo Pain als Kommandeur der 2. Division (General Officer Commanding, 2nd Division) ab und verblieb auf diesem Posten bis Februar 1974, woraufhin Generalmajor Desmond Mangham ihn ablöste. Danach fungierte er im Verteidigungsministerium zwischen März 1974 und Januar 1976 als Direktor für Stabsdienste des Heeres (Director of Staff Duties).
Nachdem John Archer zum Lieutenant-General befördert worden war, löste er im März 1976 Generalleutnant Sir Edwin Bramall als Commander British Forces in Hong Kong ab und war damit bis zu seiner Ablösung durch Generalmajor Sir Roy Redgrave im April 1978 Kommandeur der Streitkräfte in Hongkong. Während dieser Zeit wurde er im Zuge der sogenannten „Birthday Honours“ am 12. Juni 1976 als Knight Commander des Order of the Bath (KCB) geadelt, so dass er fortan das Prädikat „Sir“ führte. Zuletzt wurde er zum General befördert und übernahm im April 1978 abermals von General Sir Edwin Bramall den Posten als Oberkommandierender der Landstreitkräfte (Commander-in-Chief, United Kingdom Land Forces). In dieser Verwendung blieb er bis zu seinem Eintritt in den Ruhestand im Januar 1980 und wurde danach von General Sir Timothy Creasey abgelöst.
Sir John Archer war danach zwischen 1980 und 1986 Chief Executive Officer des 1884 gegründeten Royal Hong Kong Jockey Club sowie Direktor der Hongkong and Shanghai Banking Corporation in Hongkong.
1950 heiratete er Cynthia Marie Allan, Tochter von Colonel Alexander Allan und dessen Ehefrau Eileen Allan.